# José María García Linares
José María García Linares (Melilla, 14 de agosto de  1977) es un poeta y ensayista español. Es profesor de Enseñanza Secundaria e imparte clases en la Comunidad Autónoma de Canarias. Se licenció en Filología Hispánica por la Universidad de Granada y se doctoró en Didáctica de la lengua y la literatura por la misma universidad. Máster en Literatura en la Era Digital por la Universidad de Barcelona. Parte de su trabajo crítico está publicado en las revistas Álabe, Tonos, Cuadernos de literatura infantil y juvenil (CLIJ) y Elvira.
Ha colaborado en medios de comunicación como Melilla Hoy, Canarias Ahora, El Cotidiano y en el Eldiario.es.

## Obra

### Poesía
La producción poética de García Linares parte  de la unidad temática de cada poemario, en el que el todos los poemas contenidos en el mismo están íntimamente relacionados.
En Oposiciones a desencuentro (Dauro, 2007), el tema principal es el desamor y la búsqueda.
En Muros —con el que logra, en 2009, el accésit del XXXI Premio Internacional de Poesía Ciudad de Melilla— aborda los tópicos literarios de la soledad, el abandono, la distancia y la desesperanza que supone el drama humano de la inmigración en el contexto de la frontera sur de Europa en la primera década del siglo XXI. La obra se reedita, ampliada con nuevos poemas, cuatro años después, por Playa de Ákaba.
En Neverland (2010) —nombre original de la mítica isla de Nunca Jamás— que nace de la lectura de la obra Jardines de Kensington, de Rodrigo Fresán que narra la vida de los niños de la obra Peter Pan y Wendy, personajes ficticios creados por el autor escocés James Matthew Barrie, la temática es la vuelta al pasado, a un tiempo y lugar al que sólo se puede llegar a través del recuerdo y la memoria. Basándose en la cita «Tal vez la infancia sea más larga que la vida» de Ana María Matute, el poeta intenta encontrar su identidad con una mirada distante y profunda al pasado.
José María García Linares forma parte del grupo poético melillense Etcétera, que publicó el libro titulado Etcétera, en Melilla, en 2012, en la editorial GEEP.
En Novela negra (2013), utilizando el lenguaje del subgénero del título, con los tópicos y clichés característicos, elabora una metáfora sobre el oficio del escritor y la servidumbre que éste conlleva. A lo largo del poemario —en el que encontramos resonancias de Juan Ramón Jiménez, Philip Roth, Stefan Zweig, Gabriela Mistral, Ernesto Sabato y Franz Kafka— aborda la búsqueda de la identidad literaria del autor, el tema amoroso y la inmortalidad en la figura de la palabra escrita, para acabar con una serie de poemas experimentales y vanguardistas.
En Palabra iluminada (2018), García Linares explora, desde su propia intimidad, asuntos que conciernen al ser humano y su existencia, su identidad, el desconsuelo de lo arrebatado y el desvelamiento de los sentidos.
En 2019 publica el poemario Entonces empezó el viento, en el que aborda el tema de la soledad, la palabra y los recuerdos de su infancia en su ciudad natal (escenario de sus vivencias). El poeta rinde un homenaje a la palabra, a la escritura, en las que reconoce su razón de ser como vehículo de comunicación y conexión con la naturaleza y los hombres. A lo largo de sus páginas hay una constante evocación a personajes de Cien años de soledad y a su autor, García Márquez.
En 2020, José María García Linares publica el poemario Cántico, configurado por cuarenta liras que —impregnadas del recuerdo de la lírica de San Juan de la Cruz y Blas de Otero— versa sobre el desarraigo, la migración, sobre los que huyen de la guerra y la miseria, y el derecho a la dignidad y a la vida de los más desfavorecidos en cualquier lugar del mundo.

### Ensayo y biografía
También es autor de los ensayos Nacer para aprender, volar para vivir. Un acercamiento a la poesía de Begoña Abad, un estudio crítico sobre la poesía de Begoña Abad en el que enlaza la biografía de la autora con su itinerario creador, cuyo corpus se edita entre los años 2006 y 2019; y Contra las profanas y fabulosas poesías. Acercamiento al Templo militante de Cayrasco de Figueroa

### Antologías
- El Salón Barney (Antología de poesía española contemporánea en la red, edición, selección y prólogo, Playa de Ákaba, 2014).

El Salón Barney —que nace del encargo que la escritora y editora Noemí Trujillo realiza a García Linares— es una antología de poesía española contemporánea, de formato clásico, que se nutre de textos publicados por sus autores en blogs o en redes sociales, que incluye además una reflexión de cada autor sobre el impacto que supone el nuevo entorno digital en la creación poética.
- Templo Militante. Antología poética. Editorial Academia del Hispanismo, Vigo, 2017, 1.054 pp. ISBN: 978-84-16187-67-6.

En esta antología García Linares sitúa la obra del escritor grancanario Bartolomé Cairasco de Figueroa dentro de la tradición de la épica culta y religiosa de su tiempo. En ella destaca la relación entre Templo Militante y el Flos sanctorum de Alonso de Villegas y señala que el texto tiene fundamentalmente una finalidad ideológica contrarreformista más que de enciclopedia barroca, recurriendo a la vida épica de los Santos, como modelos de conductas heroicas para combatir aquellos textos de ficción que permitían a los lectores de la época la evasión, el divertimento y el libre pensamiento.
- Bartolomé Cayrasco. Templo Militante (antología). Clásicos Hispánicos, Würzburg - Madrid, 2019. ISBN: 9783959550895. Versión electrónica.[9]

## Publicaciones sobre el autor
- FERNÁNDEZ DE LA TORRE, J. L. (2011). “Reseña de José María García Linares: Neverland”, El Faro. Pliegos de Alborán, n.º 26, pp. 5-6.

- HOYOS RAGEL, M.ª C. (2015). “José María García Linares”. En Melilla y la poesía española desde 1900, pp. 225-237.

- FERNÁNDEZ HOYOS, S; HOYOS RAGEL, M.ª C. (2018). «Escritores en y de Melilla a partir de la segunda mitad del siglo XX». [en línea]: Revista Dos Orillas, nº XXV-XXVI. pp. 61-93. ISSN 2255-1816.

- GARCÍA-TERESA, A. (2013). “José María García Linares (Melilla, 1977)”. En Poesía de la Conciencia Crítica, pp. 464-466. Madrid: Tierradenadie Ediciones.

- GARCÍA FIERRO, C. (2019). “La soledad, la memoria y el nombre: la poesía de José María García Linares”. En El Perseguidor, suplemento literario del Diario de Avisos, 29 de septiembre de 2019, pp. 72-73.